# Michiyo Akaishi
赤石・路代
Œuvres principales
- Alpen Rose (1983-1986)
- P.A. (Private Actress) (1992-1997)
- L'Éternité, peut-être (1997-2003)
- Amakusa 1637 (2000-2006)
- Akatsuki no Aria (2006-2012)

Michiyo Akaishi (赤石 路代, Akaishi Michiyo) est une mangaka japonaise, née le 11 octobre 1959 à Urawa, préfecture de Saitama. Elle est spécialisée dans le shōjo.

## Biographie
Depuis son plus jeune âge, Michiyo Akaishi aime lire des mangas shōjo. Au lycée pour filles Urawa Daiichi (ja) de la préfecture de Saitama, Michiyo Akaishi fait partie d'un club de manga,. Après le lycée, elle obtient son diplôme à l'université d'art de Musashino, en design.
En 1979, elle est sélectionnée pour le prix Shōgakukan du meilleur nouvel artiste pour son travail nommé Marshmallow Tea wa Hitori de (マシュマロティーはひとりで). Elle le remporte dans la catégorie shōjo. Puis en janvier 1980, avec la prépublication de cette histoire dans le magazine Bessatsu Shōjo Comic, elle commence sa carrière de mangaka.
En 1985, sa série Alpen Rose (ou Alpine Rose) (アルペンローゼ) est adaptée en animé, et connait un succès. En France, elle se nomme Julie et Stéphane, avec une diffusion qui a commencé sur Antenne 2 dans Chaud les Glaçons !. La sortie en DVD a lieu en 2012 chez Black Box.
En 1993, Michiyo Akaishi remporte le 39e prix Shōgakukan dans la catégorie enfant pour One More Jump,.
En 1998, la série P.A. (Private Actress) (1992-1997) est adaptée en drama, avec Kanako Enomoto (en) comme actrice principale. Elle est diffusée du 17 octobre 1998 au 12 décembre 1998, totalisant 10 épisodes. Après cela des cassettes VHS sont sorties en 1999. Actuellement, aucun DVD n'est sorti au Japon. De plus, un roman intitulé P.A (Private Actress) - Saikai wa Suizokukan de, écrit par Hiroko Nohara (ja) est sorti en décembre 1998.
En 2008, elle fait partie du jury du 53e Prix du manga Shōgakukan.
En 2020, Michiyo Akaishi fête ses 40 ans de carrière, et commence la série Kannazuki Yukariko no Yuuga na Himatsubushi (神無月紫子の優雅な暇潰し) dans le magazine Flowers,. Celle-ci est toujours en cours.
Début 2021, il est annoncé que l'auteure fait une suite pour le manga P.A. (Private Actress), qui se nomme P.As. : Kaze to Tomo ni Kitarinu.
Fin 2021, le magazine Flowers annonce que l'auteure va publier un chapitre oneshot en 2022 pour les 20 ans du magazine.
En 2022, trois séries sont donc en cours de prépublication, Ushiro ni Nanika Mietemasu ga, Kannazuki Yukariko no Yuuga na Himatsubushi, et P.As. : Kaze to Tomo ni Kitarinu,.
Dans le numéro de février 2023 du Flowers sorti en décembre 2022, le chapitre oneshot Niji ga Sumu Kimi no est prépublié dans le 9e supplément dédié aux 20 ans du magazine.
Depuis le début de sa carrière jusqu'à présent, Michiyo Akaishi est prépubliée dans différents magazines appartenant à l'éditeur Shōgakukan tels que Aneki Petit Comic, Betsucomi, Cheese!, ChuChu (ja) (existant de 2000 à 2009), Ciao, Flowers, Judy, Petit Comic, Petit Flower, Rinka et son successeur Zoukan Flowers, mais aussi dans le magazine Asuka de l'éditeur Kadokawa Shoten, et le magazine Mystery Bonita de l'éditeur Akita Shoten. En 2020, elle comptabilise plus de vingt millions d'exemplaires vendus depuis le début de sa carrière.
C'est une auteure qui fait quelques apparitions publiques, comme à la télévision dans l'émission, Rival-tachi no kōbō (ライバルたちの光芒, Raibaru-tachi no kōbō) diffusée le 14 août 2013, ou en vidéo lors du lancement du magazine Aneki Petit Comic en 2010, en compagnie de la mangaka Chie Shinohara (en),,. En octobre 2020, une exposition a eu lieu, organisée entre autres par Michiyo Akaishi, au Musée d'art moderne de la préfecture de Saitama en hommage à une amie de lycée et mangaka Yukari Ito (ja) (1960-2014),,,.
Elle est active sur les réseaux sociaux comme Twitter depuis juillet 2010, puis un deuxième compte en mai 2021 car elle ne pouvait plus accéder au premier compte,. Elle possède aussi un blog depuis juin 2009 où elle donne des informations sur ses séries et sa vie. Elle possédait aussi deux sites entre 1999 à 2016,.
Michiyo Akaishi vit à Nikaidō (en). Dans une interview, l'auteure dit qu'elle elle aurait voulu être infirmière si elle n'avait pas pu devenir mangaka.
En France, deux de ses séries mangas ont été publiées, L'Éternité, peut-être aux éditions J'ai lu en 2004 et Amakusa 1637 aux éditions SEEBD (Akiko) en 2005.

### Vie privée
Michiyo Akaishi a une grande sœur. Elle est mariée, et son nom depuis lors est Michiyo Yamashita (山下 路代). Elle a eu un fils.
Sur son blog, elle annonce début 2022, le décès de sa mère des suites du coronavirus.

## Œuvres

### Période pré-début officiel
- 1979 : Marshmallow Tea wa Hitori de (マシュマロティーはひとりで, Mashumarotī wa hitori de?)

### Mangas
Les mangas illustrés et scénarisés par Michiyo Akaishi,, :
- 1981-1992 : Moete Miko (燃えてＭＩＫＯ?) (en tant que dessinatrice), avec Jirô Gyû au scénario, Betsucomi, 04 tomes, Shogakukan
- 1983-1986 : Alpen Rose (ou Alpine Rose) (アルペンローゼ, Arupen Rōze?), Ciao, 09 tomes, Shogakukan
- 1984 : 6-byou no 9-gatsu (6秒の9月?), Betsucomi, 01 tome, Shogakukan
  - 1984 : Sparkling Street (スパークリングストリート, Supākuringu Sutorīto?), Judy, 01 tome, Shogakukan
  - 1985 : Under Study (アンダースタディー, Andā Sutadī?), Betsucomi, 01 tome, Shogakukan
  - 1986 : Catch 30-byou (キャッチ30秒?), Betsucomi, 01 tome, Shogakukan
- 1985-1987 : Naisho no half moon (ないしょのハーフムーン, Naisho no Hāfumūn?), Petit Comic, 06 tomes, Shogakukan
- 1986-1988 : Hime 100% (姫100%?), Petit Comic, 04 tomes, Shogakukan
- 1986-1989 : Ten Yori mo Hoshi Yori mo (天よりも星よりも?), Ciao, 08 tomes, Shogakukan
  - 1997-2000 : L'Éternité, peut-être (永遠かもしれない, Towa kamo shirenai?), Cheese!, 08 tomes, Shogakukan
  - 2005-2019 : Ten no Shinwa Chi no Eien (天の神話 地の永遠?), Mystery Bonita, 14 tomes, Akita Shoten
- 1988-1990 : "Alto" no "A" (「あると」の「あ」, "Aruto" no "A"?), Betsucomi, 04 tomes, Shogakukan
- 1990-1992 : Fushigi no Rin (ふしぎのRIN?), Ciao, 06 tomes, Shogakukan
- 1990 : Fair Lady wa Namida wo Nagasu (フェアレディは涙をながす?), Betsucomi, 01 tome, Shogakukan
- 1991-1993 : Asterisk (アスターリスク, Asutārisuku?), Betsucomi, 02 tomes, Shogakukan
- 1992-1997 : P.A. (Private Actress) (P.A. (プライベートアクトレス), P.A. (Puraibēto Akutoresu)?), Petit Comic, 08 tomes, Shogakukan
  - 1999 : P.A. : Tokubetsuhen (P.A. (プライベートアクトレス) 特別編?), Petit Comic, 01 tome, Shogakukan
  - 2021- : P.As. : Kaze to Tomo ni Kitarinu (P.As. (プライベート・アクターズ )～風と共に来たりぬ～, P.As. (Puraibēto Akutāzu) ~ Kaze to Tomo ni Kitarinu ~?), Mystery Bonita, Akita Shoten
- 1992-1997 : SAINT, Asuka, 05 tomes, Kadokawa Shoten
- 1993-1996 : One More Jump (ワン・モア・ジャンプ, Wan Moa Janpu?), Ciao, 09 tomes, Shogakukan
- 1996 : Ame no Niau Heya (雨の似合う部屋?), Cheese!, 01 tome, Shogakukan
- 1996 : News 6:30 avec le chapitre oneshot Soshite Tenshi wa Hohoenda, Petit Comic, 01 tome, Shogakukan
  - 2000 : Strawberry Moon (ストロベリームーン, Sutoroberī Mūn?), Petit Comic, 01 tome, Shogakukan
- 1997-2001 : Silent Eye (サイレント・アイ, Sairento Ai?), Petit Comic, 06 tomes, Shogakukan
- 1997 : Yoru ga Owaranai (夜がおわらない?), Ciao, 03 tomes, Shogakukan
- 1998 puis 2009-2011 : Alexander Daiou - Tenjou no Oukoku (アレクサンダー大王 ―天上の王国―, Arekusandā Daiō ― Tenjō no ōkoku ―?), Rinka puis Asuka, 01 tome puis 03 tomes, Shogakukan puis Kadokawa Shoten
- 2000-2006 : Amakusa 1637, Petit Flower, 12 tomes, Shogakukan
- 2001 : Desert Storm (デザート・ストーム, Dezāto Sutōmu?), recueil de 3 nouvelles dont une séquelle de Silent Eye et L'Éternité, peut-être, Petit Comic, 01 tome, Shogakukan
- 2001-2008 : Shichou Tooyama Kyouka (市長 遠山 京香?), Judy, 11 tomes, Shogakukan
- 2002-2003 : Cinema no Teikoku (シネマの帝国, Shinema no Teikoku?), Petit Comic, 03 tomes, Shogakukan
- 2004-2005 : Video J (ビデオジェイ, Bideojei?), Petit Comic, 03 tomes, Shogakukan
- 2005 : Doyoubi ni wa Kitto Iku kara (土曜日にはきっと行くから?), Petit Flower, 01 tome, Shogakukan
- 2006-2012 : Akatsuki no Aria (暁のARIA?), Flowers, 14 tomes, Shogakukan
- 2006 : Kettai ga Ochiteita (ケータイが落ちていた。?), Petit Comic, 01 tome, Shogakukan
- 2008-2009 : Akaishi Michiyo the Best Selection (赤石路代 The Best Selection?), 02 tomes, Shogakukan[36],[37]
- 2009 : Fire on Ice (ファイヤー オン アイス, Faiyā on Aisu?), ChuChu, 01 tome, Shogakukan
- 2010-2014 : Extra Girl (エキストラ・ガール, Ekisutora Gāru?), Aneki Petit Comic, 04 tomes, Shogakukan
- 2012-2017 : Angel Trumpet (エンジェル・トランペット, Enjeru Toranpetto?), Flowers, 13 tomes, Shogakukan
- 2010-2012 puis 2014-2019 : Delete : Kamakura keshi ya oboegaki (DELETE〜鎌倉けしや覚書?) puis Kamakurakesha Yamie Maki (鎌倉けしや闇絵巻?), Mobile Flower puis Aneki Petit Comic, 07 tomes, Shogakukan
- 2014 : Umi e to Tsuzuku Chizu ni Nai Michi (海ヘト続ク地図ニ無イ道?), Zoukan Flowers, 01 tome, Shogakukan
- 2017 : Kimi ni Okuru 11-tsu no Tegami (君ニ送ル11通ノ手紙?), Zoukan Flowers, 01 tome, Shogakukan
- 2017-2020 : Memokuramu - Taishou Kinema Rouman (めもくらむ 大正キネマ浪漫?), Flowers, 06 tomes, Shogakukan
- 2019- : Ushiro ni Nanika Mietemasu ga (うしろに何かみえてますが?), Aneki Petit Comic, Shogakukan
- 2020- : Kannazuki Yukariko no Yuuga na Himatsubushi (神無月紫子の優雅な暇潰し?), Flowers, Shogakukan
- 2022 : Niji ga Sumu Kimi no (虹がすむ君の?), chapitre oneshot pour les 20 ans du magazine Flowers, non publié, Shogakukan

### Light novels
- 1992 : Ashita, Watashi ni Korosareru (明日・わたしに・殺される?)
- 1996 : NAOYA L⇔R

### Couverture de roman
- 1998 : P.A (Private Actress) - Saikai wa Suizokukan de (P.A.(プライベートアクトレス)―再会は水族館で (KSSコミックノベルス), P.A. (Puraibēto Akutoresu) - Saikai wa Suizokukan de (KSS Comic Novels)?)

### Autre
- 2022 : illustration pour un calendrier (Angel Trumpet)[38]

## Adaptations

### Anime
- 1985 : Alpen Rose

### Drama
- 1998 : P.A. (Private Actress)

### Roman
- 1998 : P.A (Private Actress) - Saikai wa Suizokukan de, écrit par Hiroko Nohara

## Récompenses
- 1979 : Lauréate du 25e Prix Shōgakukan du meilleur nouvel artiste dans la catégorie shôjo/shônen (Marshmallow Tea wa Hitori de)
- 1993 : Lauréate du 39e Prix Shōgakukan dans la catégorie du meilleur manga pour enfants (One More Jump)